# Gathemo
Gathemo település Franciaországban, Manche megyében. Lakosainak száma 268 fő (2022. január 1.). Gathemo Beauficel, Perriers-en-Beauficel, Saint-Michel-de-Montjoie, Vire-Normandie, Noues-de-Sienne és Sourdeval községekkel határos.

## Népesség
A település népességének változása:
| Lakosok száma | 459  | 385  | 312  | 285  | 258  | 242  | 245  | 254  | 261  | 268  |
|               | 1968 | 1982 | 1990 | 2006 | 2013 | 2015 | 2017 | 2019 | 2020 | 2022 |